# Zelotes donan
Zelotes donan är en spindelart som beskrevs av Takahide Kamura 1999. Zelotes donan ingår i släktet Zelotes och familjen plattbuksspindlar. Inga underarter finns listade i Catalogue of Life.